# Mijakedžima
Mijakedžima (japonsky: 三宅島)je ostrov vulkanického původu, nacházející se v souostroví Izu, asi 180 km jižně od Tokia, do kterého administrativně spadá. Průměr ostrova je 8 km, nejvyšší bod je 815 m nad hladinou moře. V roce 2009 byl počet obyvatel 2324.
Na ostrově se nacházejí některé vzácné živočišné a rostlinné druhy (např. drozd izu), které jsou ohrožovány lidskou činností. Ostrov je součástí národního parku Fudži-Hakone-Izu.
Prakticky celý ostrov je tvořen stratovulkánem převážně čedičového složení, zdvihajícím se z mořského dna v hloubce asi 1 200 m. Vrchol a svahy vulkánu jsou pokryty vícerými struskovými kužely, maary a kalderami, největší má průměr 3,5 km, vytvořena byla před 2 500 lety. V současnosti aktivní kaldera Ojama vznikla poklesem během erupce v roce 2000. Sopečná historie ostrova je bohatá, od 10. století bylo zaznamenáno několik desítek erupcí, poslední v srpnu 2006.